# Stanisław Zakrzewski (dziennikarz)

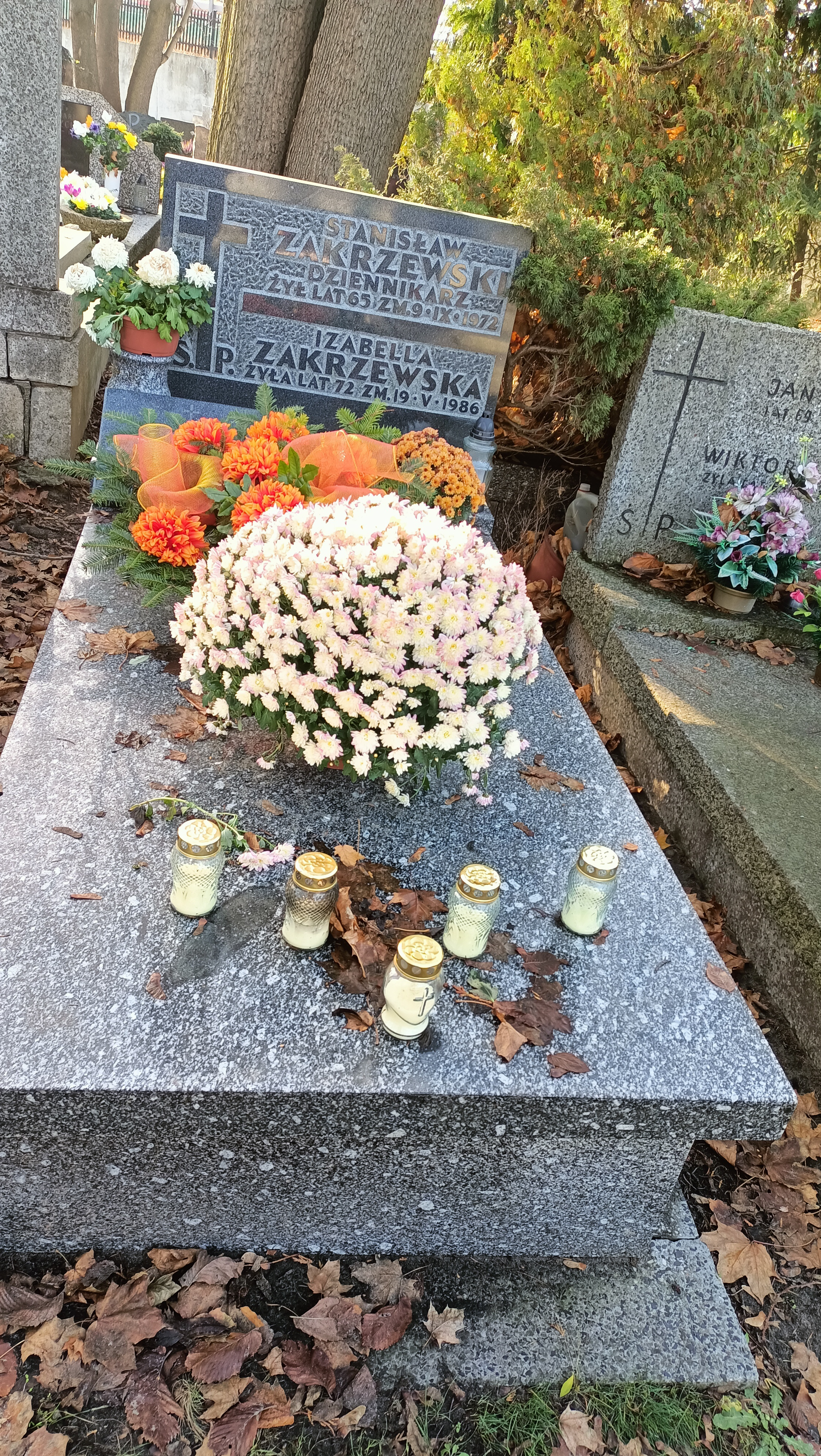
Grób dziennikarza Stanisława Zakrzewskiego na cmentarzu Wojskowym na Powązkach

Stanisław Zakrzewski (ur. 5 maja 1907 w Gnieźnie, zm. 9 września 1972 w Warszawie) – dziennikarz sportowy, trener i znawca kultury fizycznej. Pierwszy propagator kulturystyki w Polsce, często zwany „ojcem polskiej kulturystyki”. Autor pierwszych książek o kulturystyce wydanych w Polsce w latach 50. XX w. i redaktor naczelny pierwszego polskiego czasopisma piszącego o kulturystyce pt. „Sport dla Wszystkich”, wydawanego z jego inicjatywy w latach 1956–1966.

## Życiorys
Od wczesnej młodości uprawiał sport. Ukończył Państwowe Gimnazjum im. Bolesława Chrobrego w Gnieźnie, gdzie w 1928 zdał maturę Pasjonowała go lekkoatletyka – przed II wojną światową był m.in. trzykrotnym, brązowym medalistą mistrzostw Polski w skoku o tyczce na stadionie, a także złotym medalistą zimowych mistrzostw Polski w tej konkurencji (1936). Uprawiał również łyżwiarstwo szybkie, hokej na lodzie, boks i pływanie. Absolwent Studium Wychowania Fizycznego przy Wydziale Lekarskim Uniwersytetu Poznańskiego, po którego ukończeniu podjął pracę w Wydziale WF Urzędu Miejskiego w Poznaniu, a następnie w Urzędzie w Bydgoszczy na stanowisku wicedyrektora. W 1938 został trenerem skoczków w PZLA. Po wojnie odbudowywał życie sportowe w Polsce, był m.in. wiceprezesem ds. szkoleniowych PZLA, trenerem kadry olimpijskiej i sędzią sportowym.
Odrębnym nurtem działalności Zakrzewskiego było dziennikarstwo i praca publicystyczna. W prasie debiutował już w roku 1924. Pisywał do przedwojennych polskich czasopism: „Raz, Dwa, Trzy”, „Ilustrowanego Kuryera Codziennego”, „Stadjonu” i „Tygodnika Sportowego”. Po wojnie został pierwszym redaktorem naczelnym „Sportowca”. Z jego inicjatywy zaczęto wydawać „Lekką Atletykę” i „Koło Sportowe”, które następnie przekształcił w „Sport dla Wszystkich”, gdzie z czasem zaczął promować kulturystykę w Polsce. Od początku istnienia tego legendarnego czasopisma (1956) aż do 1966 roku był w nim redaktorem naczelnym. Później pracował w różnych redakcjach sportowych, ostatnio w miesięczniku „Żagle” na stanowisku sekretarza. Napisał setki artykułów i ponad 20 książek z zakresu historii sportu oraz ćwiczeń siłowych i kulturystyki. Ich łączny nakład wyniósł ponad 1 mln egzemplarzy. Posiadał olbrzymią, prywatna bibliotekę związaną ze sportem, liczącą ponad 3 000 woluminów. Czytał w 8 językach obcych.

(...) był autentycznym działaczem społecznym z krwi i kości. Jego publikacje w czasopismach i książkach o charakterze popularyzatorsko-poradniczym zrobiły więcej dla zainteresowania społeczeństwa ruchem i dbaniem o zdrowie i sprawność fizyczną, niż oficjalne działania propagandowe polskich władz i organizacji kultury fizycznej przez całe dziesięciolecia.

## Ojciec polskiej kulturystyki
Z kulturystyką Zakrzewski zetknął się w sportowych czasopismach zagranicznych, głównie angielskojęzycznych oraz w kontaktach bezpośrednich. Miało to miejsce w latach 50. XX w., przy okazji pobytu w Polsce grupy amerykańskich ciężarowców, wśród których byli znakomici kulturyści, tacy jak Tommy Kono. Opiekował się nimi Bob Hoffman – dziennikarz, wydawca czasopism kulturystycznych, multimilioner oraz były ciężarowiec i kulturysta. Jak wspomina Jan Włodarek, jeden z czołowych polskich kulturystów polskich tamtego okresu: „Stanisław Zakrzewski dobrze rozumiał młodzież i jej marzenia oraz pragnienie wysokiej sprawności fizycznej, siły i dobrze uformowanej sylwetki. Uważał, że uprawianie ćwiczeń siłowych zapewni wszechstronny i harmonijny rozwój młodych pokoleń, zwiększy ich wytrzymałość i zdrowotność, w tym psychiczną kondycję oraz przygotuje do dorosłego życia. Twierdził też, że uprawianie ćwiczeń siłowych to możliwość przyjemnego spędzenia wolnego czasu oraz nowy sposób wzmacniania poczucia własnej wartości i współzależności od społeczeństwa, w którym mieli być przez całe życie. Dostrzegał również tych, którzy potrzebowali przywracania im pełnej sprawności fizycznej oraz tych, którzy młodość mieli już za sobą”. W połowie lat 50. Zakrzewski jako pierwszy w Polsce przedstawił popularny na Zachodzie system ćwiczeń siłowych, który nazwał dosłownym tłumaczeniem angielskiego miana kulturystyki „budowanie mięśni” (bodybuilding). Za swój wkład w rozwój kulturystki w Polsce i Europie Wschodniej został wyróżniony honorowym dyplomem Międzynarodowej Federacji Kulturystów (IFBB).

## Polska szkoła kulturystyki
Zakrzewski nie chciał być ślepym naśladowcą i iść typowo zachodnią drogą kulturystyki, tj. wyłącznie budowania masy mięśniowej. Uważał, że powinno ono być jedynie elementem szeroko pojętej sprawności fizycznej, połączonej z ładnym wyglądem (w myśl hasła: „Siła, sprawność, piękno!”). Stąd formuła kulturystyczna jaką lansował w swoich książkach i artykułach, zawierająca elementy gimnastyki, sportów siłowych i różnych dyscyplin sprawnościowych. Dodatkowym czynnikiem jaki musiał uwzględniać w swojej prokulturystycznej działalności był fakt, że ówczesne polskie władze nie akceptowały kulturystyki jako takiej, nie rozumiały jej i były przeciwne wszelkim kopiom „zachodniego stylu” w PRL. Dlatego właśnie lansowanie przez Zakrzewskiego polskiego modelu kulturysty wszechstronnego i jego metod treningowych, otrzymało miano „polskiej szkoły kulturystyki”. Pisał również o kulturystyce dla kobiet. Za promocję kulturystyki w Polsce, nawet w rodzimej formie wspomnianej już „polskiej szkoły” był często atakowany, głównie przez innych dziennikarzy. Zarzucano mu, że tworzy „sztukę dla sztuki”, czyli system rozwoju umięśnienia na pokaz. Niektórzy prominenci z władz sportowych, krytykowali Zakrzewskiego za to, że odciąga młodzież od uprawiania „prawdziwych” dyscyplin sportowych.
Ogromny wysiłek Stanisława Zakrzewskiego przyniósł rezultaty. Kulturystyka stała się trwałą częścią programu Zarządu Głównego TKKF, a on sam został przewodniczącym Społecznej Komisji Kulturystyki. Znalazł też sojusznika w generalicji Ludowego Wojska Polskiego, które potrzebowało silnych i sprawnych żołnierzy. Kulturystyka podobała się również organizacjom młodzieżowym, widzącym w niej sposób na wyżycie się i przyjemne spędzanie wolnego czasu przez młodzież. Przede wszystkim jednak spodobała się polskiemu społeczeństwu. Szybko wzrastał nakład „Sportu dla Wszystkich” – z niewiele ponad 9 000 egzemplarzy w maju 1958 roku do 100 tys. egz. w grudniu 1961 roku (ponad dziesięciokrotnie w ciągu niespełna czterech lat!). W następnych latach, chociaż nakład ciągle się zwiększał, pismo można było kupić tylko „po znajomości i spod lady”.
Dzięki Zakrzewskiemu Polska była pierwszym krajem w „obozie socjalistycznym”, która zaczęła lansować kulturystykę. Za jej przykładem poszła Czechosłowacja, Węgry, NRD i ZSRR, gdzie kulturystykę początkowo uznawano w polskiej formule wieloboju kulturystycznego (zawody w Tiumeni i w 1969 i Mariańskich Łaźniach w 1971 roku).

## Zawody w Sopocie
Stanisław Zakrzewski był inicjatorem zawodów kulturystycznych w Sopocie w tzw. wieloboju kulturystycznym, opartym na polskiej szkole kulturystki, który oprócz typowo kulturystycznego pozowania (oceny sylwetki) zawierał konkurencje sprawnościowe i siłowe. Ponieważ kulturystyka jako taka była już wtedy w Polsce nieoficjalnie zabroniona, miały one nieformalny status mistrzostw Polski w kulturystyce. Były rozgrywane w latach 1960–1969.

## Wybrane publikacje
- Chód sportowy. Styl, zaprawa, sędziowanie i rekordy, Warszawa 1948
- Marsze i biegi orientacyjne, Warszawa 1948
- Rzuty, Warszawa 1949.
- Skoki, Warszawa 1949.
- Jeździmy na łyżwach, Warszawa 1949
- Gramy w hokeja na lodzie, Warszawa 1949
- Kultura fizyczna i sport w Polsce Ludowej, Warszawa 1952.
- Jak stać się silnym i sprawnym, Warszawa 1960.
- Siła, sprawność, piękno, Warszawa 1962
- ABC młodego siłacza, Warszawa 1965.
- Nasze spotkania, Warszawa 1967.
- Znów młody, Warszawa 1968
- Co dzień silniejszy i sprawniejszy, Warszawa 1972
- Sensacje i rozczarowania olimpijskie, Warszawa 1972.
- Z silnych – najsilniejsi, Warszawa 1973.